# Diagramma pictum
O peixe-arlequim-prateado (Diagramma pictum) é uma espécie de peixes marinhos da família Haemulidae. Está espalhada por todas as águas tropicais da região do Indo-Pacífico Oeste, incluindo o Mar Vermelho. Esta espécie atinge um comprimento de cem centímetros, mas o tamanho comum é 55 centímetros. Como outros peixes, é um anfitrião de muitos parasitas. Estes incluem Holorchis castex e Lasiotocus plectorhynchi no intestino e o nematoide Metabronemoides mirabilis no estômago.

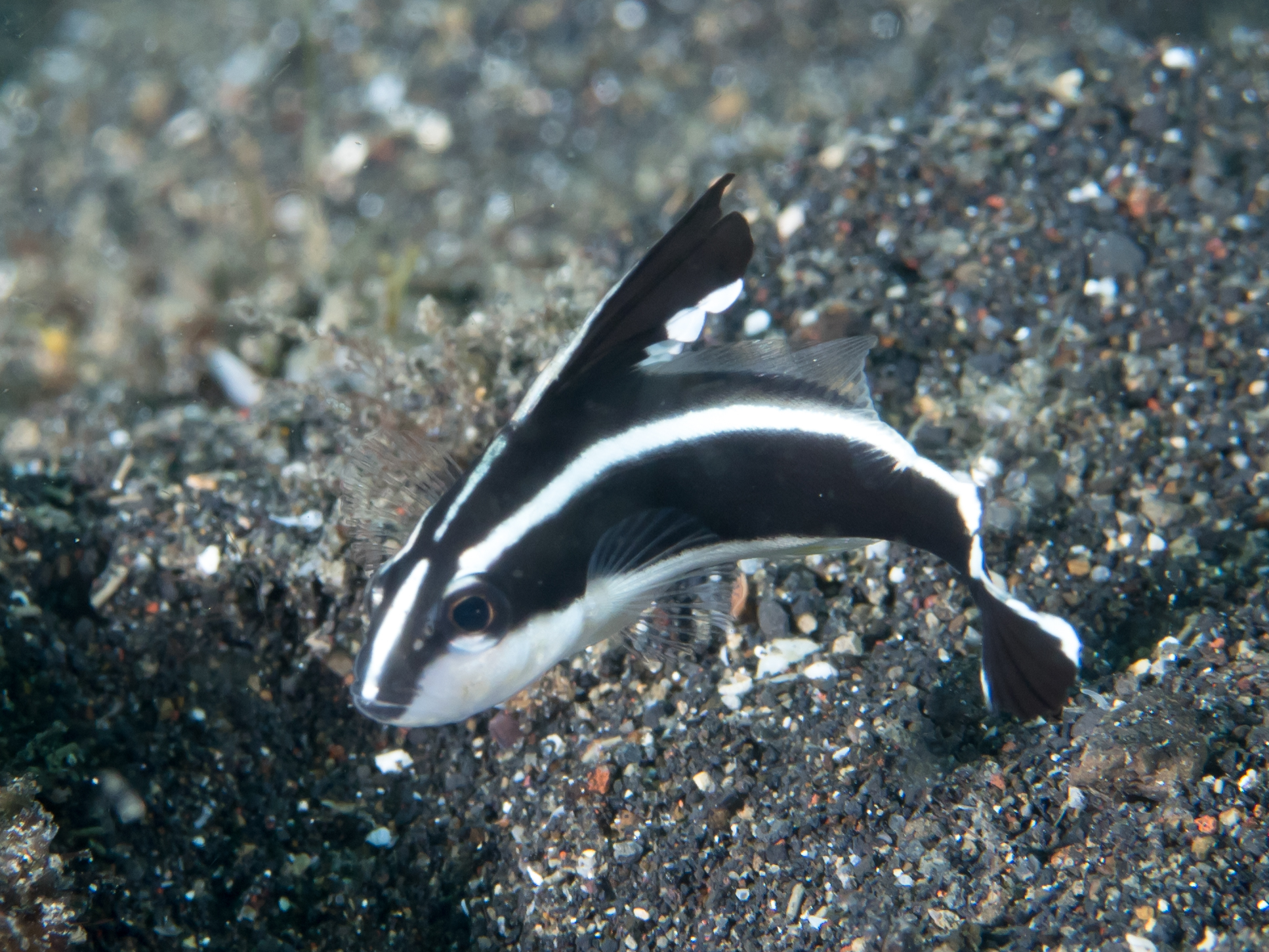
Exemplar juvenil em Lambeh, Indonésia

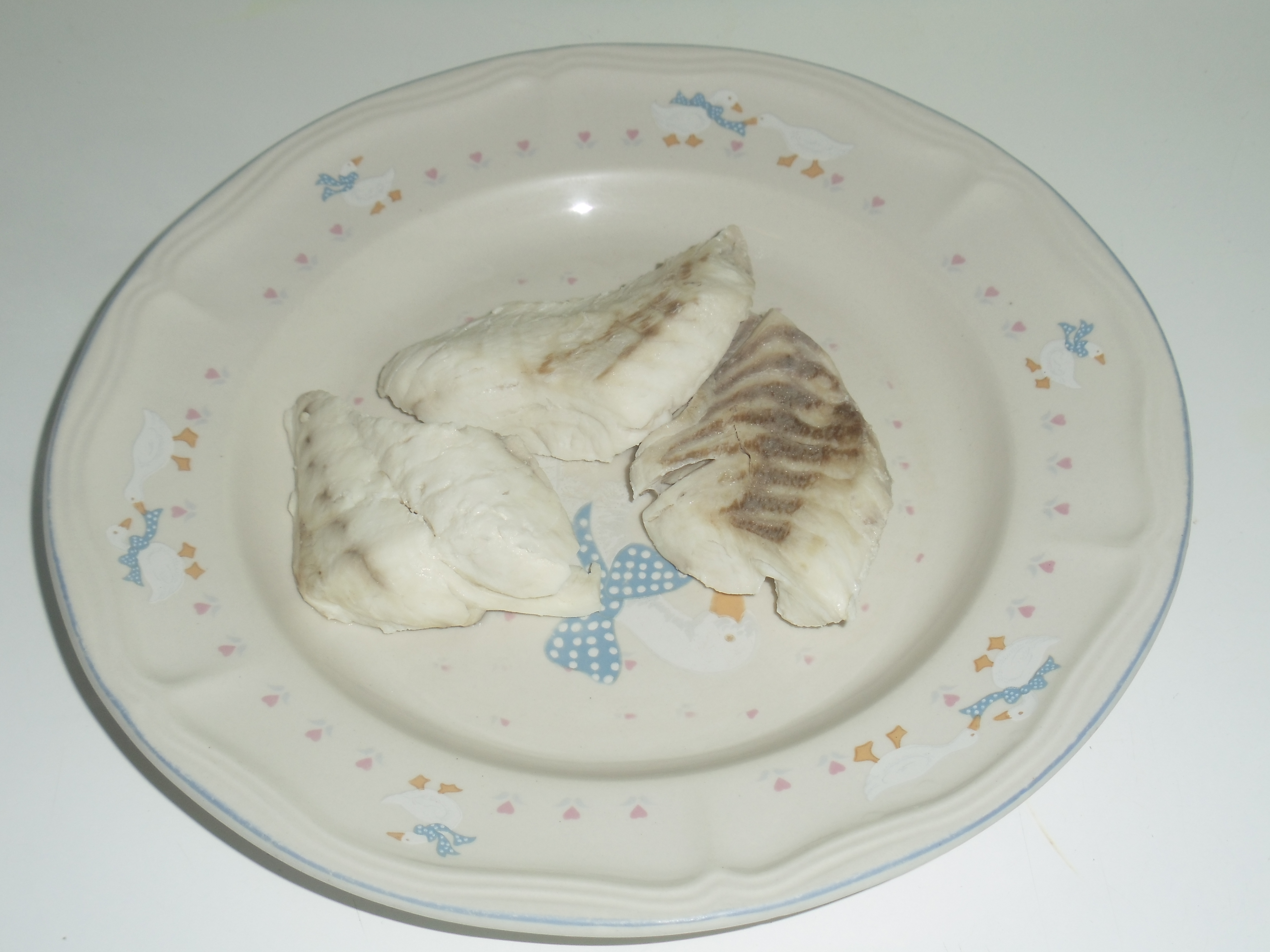
Três filés cozidos de peixe-arlequim-prateado em um prato.

Os juvenis possuem listras negras horizontais. Por serem diferentes em quanto são juvenis, são encontrados em lojas de aquarismo.